# Zweefvliegcentrum Noordkop

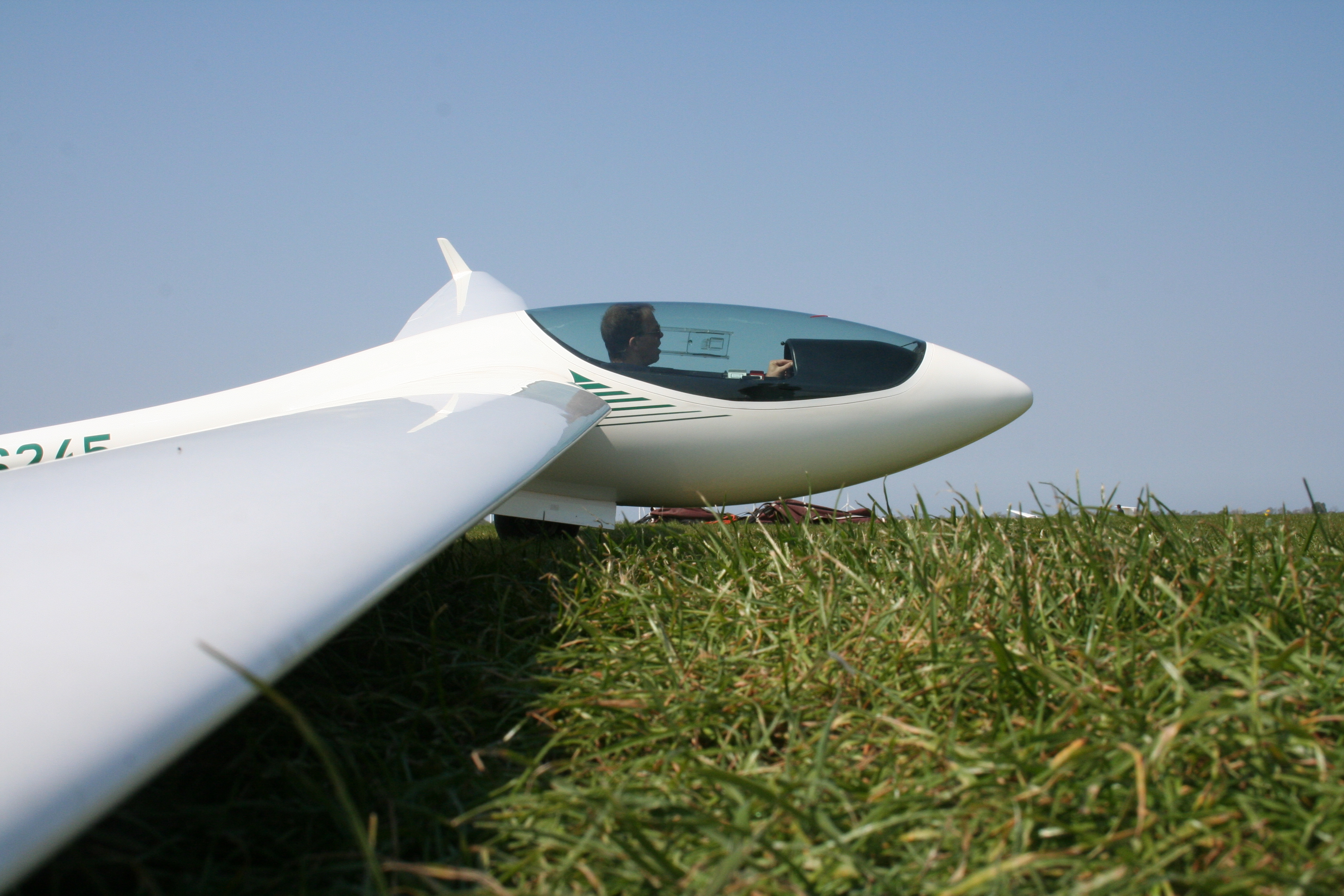
ASW 24

Zweefvliegcentrum Noordkop is een vereniging voor zweefvliegen in Slootdorp. De club is in 1955 opgericht op marinevliegkamp De Kooy met als naam Zweefvliegclub Den Helder.
In de voorjaarsvergadering 2018 kreeg de club zijn huidige naam. De club heeft circa 115 leden en biedt onderdak aan 25 zweefvliegtuigen. De gebruikte frequentie is 123,380 MHz, met als roepnaam Noordkop Grond.

## Geschiedenis
De club bleef vliegen op vliegveld De Kooy tot 1998. Doordat er op dit vliegveld steeds meer vliegbewegingen werden uitgevoerd door zowel militair als civiel luchtverkeer was het zweefvliegen bijna onmogelijk geworden op De Kooy. De club verhuisde daarom naar een nieuwe locatie aan de Ulkeweg in de Wieringermeerpolder. Het vliegveld had een grasbaan van 960 bij 150 meter. Het gecombineerde clubhuis/hangargebouw van de zweefvliegclub werd door een aannemer casco neergezet en door de leden afgebouwd.
Door de aanleg van Windpark Wieringermeer was de club in 2018 wederom genoodzaakt te verhuizen. Dat was het einde van een 7 jaar durend proces. Na veel zoeken werd in 2014 een geschikt terrein gevonden. De nieuwbouw vond in 2017 en 2018 plaats aan de Hippolytushoeverweg te Slootdorp. Er werd een zweefvliegcentrum van 76 bij 29 meter neergezet. Ook is er een kampeergelegenheid voor bezoekende clubs. De afmetingen van het vliegveld bedragen 1200 bij 150 m. De eerste vluchten vonden er plaats op 22 september 2018. De officiële opening vond plaats op 11 mei 2019.

## Vloot

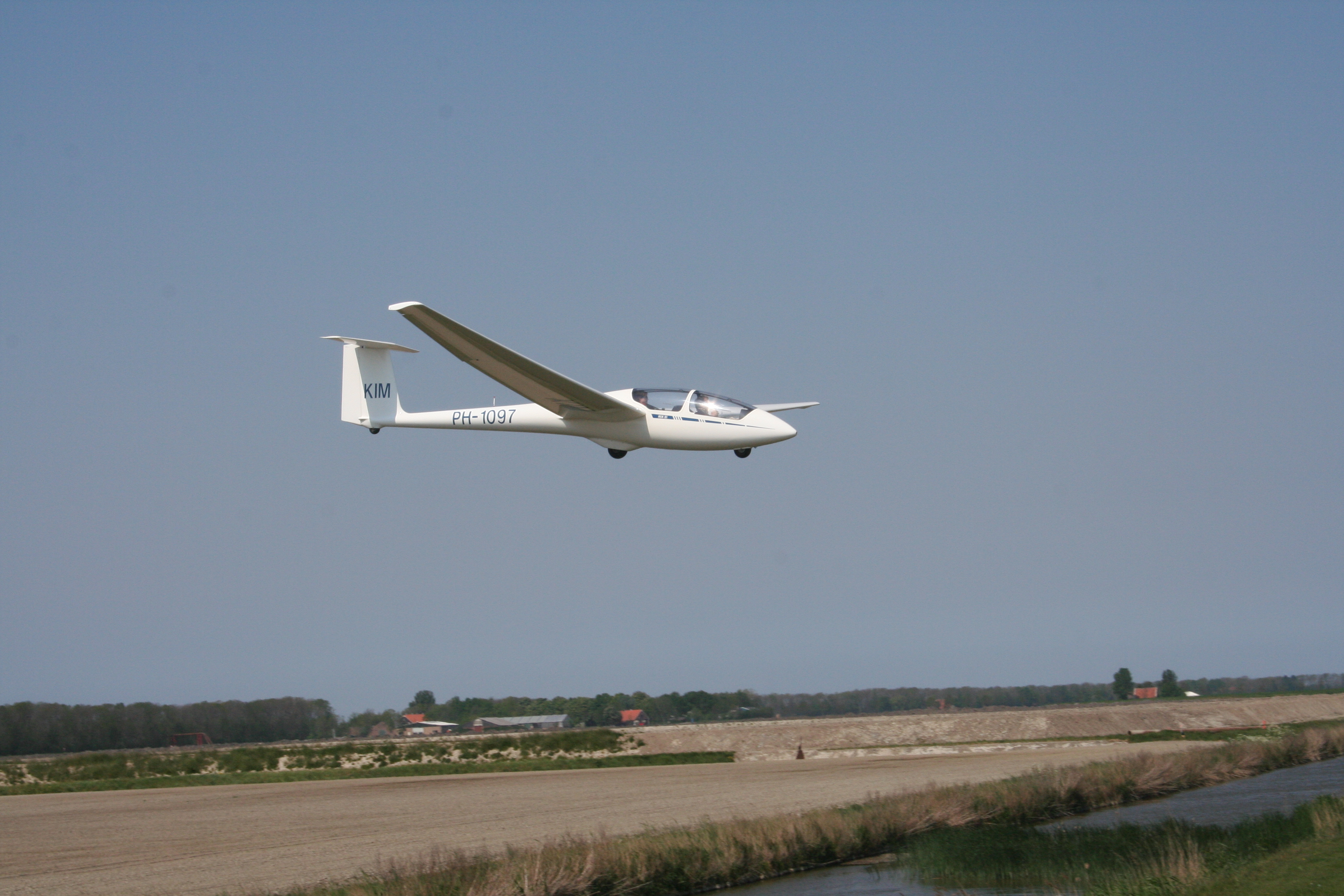
ASK 21

Zweefvliegcentrum Noordkop is in het bezit van de volgende vloot:
| Registratie | Wedstrijdnummer | Type              | Opmerkingen                                                  |
| ----------- | --------------- | ----------------- | ------------------------------------------------------------ |
| PH-1097     | KIM             | ASK-21            | 2 zitplaatsen, opleidingsvliegtuig, in bruikleen van het KIM |
| PH-1569     | ZN              | ASK-21            | 2 zitplaatsen, opleidingsvliegtuig,                          |
| D-1155      | DF              | Janus-C           | 2 zitplaatsen                                                |
| PH-760      | CF              | ASK-23            | overgangstrainer                                             |
| PH-810      | DH              | ASK-23            | overgangstrainer                                             |
| PH-1553     | VC              | Discus B          |                                                              |
| PH-1317     | ED              | Discus CS         |                                                              |
| D-2727      | P10             | ASW27b            | 1 zitplaats, prestatievliegtuig                              |
| PH-1451     | ZH              | Schleicher_ASW_24 | 1 zitplaats, prestatievliegtuig                              |

In het winterseizoen 2015/2016 is de ASK-13 PH-423 verkocht. Stichting Zweefvliegsport Noordkop is in deze periode de bezitter geworden van een ASK-21 PH-1569. Deze tweede ASK-21 wordt vooral ingezet voor lessen en voor het maken van introductie starts. 
Begin 2018 is de laatste ASK-13 PH-1013 verkocht, en is een Janus-C aangeschaft. Dit vliegtuig is weliswaar al een wat ouder type, maar het is in het winterseizoen 2018/2019 op de nieuwste standaard gebracht. De vluchtijden zijn langer dan met de oude ASK-13.
De belangrijkste reden om de beide ASK 13 te verkopen was het maximaal toegelaten inzittendengewicht. Dat bedroeg slechts 155 kg. Met twee volwassen mannen wordt dat al snel een probleem. De ASK 21 en de Janus kunnen 210 kg dragen.

### Privévliegtuigen
De club telt zeventien privévliegtuigen; clubleden of groepjes clubleden bezitten zelf een zweefvliegtuig. De vliegtuigen variëren van de houten KA 6 tot de zware zelfstartende tweezitter ASG 32 Mi. Deze vliegtuigen worden vaak meegenomen naar andere velden in het buitenland om daar ermee te vliegen. Meestal betekent dit, dat er grote overlandvluchten worden gemaakt van honderden kilometers. De vliegtuigen zijn dan per dag vier tot zes uur in de lucht. Vaak worden die vluchten gelogd en vermeld op de website Online contest.

## Vliegen en in de omgeving van het vliegveld
Het vliegveld van de club ligt aan de noordrand van de Wieringermeer, vlak bij het Robbenoordbos. In de directe omgeving van het vliegveld liggen de woonkernen Hippolytushoef, Den Oever en Wieringerwerf. Op grotere afstand van het vliegveld liggen de grotere plaatsen Schagen en Den Helder. Het vliegveld ligt in de buurt van een aantal bekende plekken, zoals het IJsselmeer, Amstelmeer, de Waddenzee en de Afsluitdijk.
Bij goed zweefvliegweer kan je ver kijken, je ziet dan het eiland Texel, Medemblik, Enkhuizen, de Kop van Noord-Holland en Friesland. Vliegen naar het westen maakt het mogelijk om boven het Zwanenwater bij Callantsoog te vliegen. Bij heldere lucht zijn de Hoogovens, Amsterdam, Lelystad en Vlieland waar te nemen.